# Pietro Nardini
Pietro Nardini (Livorno, 12 aprile 1722 – Firenze, 7 maggio 1793) è stato un compositore e violinista italiano.

## Biografia

### Le attività a Livorno
Si sa poco dei suoi precoci studi a Livorno, ma non sono da escludere lezioni con influenti didatti come i violinisti Antonio Del Bravo, Francesco Galeotti e Francesco Puccini o l’organista di San Giovanni Battista, Leonardo Cini. A 12 anni si recò a Padova per studiare con Giuseppe Tartini e già a 14 figura come strumentista dello stato lucchese per le Feste di Santa Croce. Non si sa quanto questi incarichi inficiarono sul suo apprendistato padovano con Tartini, ma è certo che i soggiorni dal maestro si protrassero fino al 1740, anno in cui la sua posizione a Lucca si fece più alta (divenne capo strumentista). Fu certamente maestro di Filippo Manfredi a Livorno (mentre meno sicuro è il suo rapporto didattico con Giuseppe Cambini e Gaetano Brunetti), nell'ambito di un intenso periodo di insegnamento (c'è notizia di almeno una decina di suoi allievi) e di concerti pubblici e privati che lo vide coinvolto come star emergente del violino: periodo di cui, però, ci sono rimaste scarse evidenze documentarie. Alcuni ritengono che in quest'epoca viaggiò molto in Europa, altri indicano invece una sua permanenza pressoché uniforme a Livorno, città comunque ricca di stimoli, dove negli stessi anni lavoravano anche Charles-Antoine Campion (suo futuro capo alla corte di Firenze) e i librettisti Giovanni De Gamerra e Marco Coltellini.

### Il lavoro in Europa e ilQuartetto toscano
In ogni caso, le attività svolte in questo lasso di tempo culminarono con la sua presenza, a Vienna nel 1760, alle feste per il matrimonio del futuro Giuseppe II con Isabella di Borbone-Parma. Il successo a Vienna lo fece assumere da Niccolò Jommelli a Stoccarda, dove rimase tre anni (1762-1765) e dove fu ascoltato da un entusiasta Leopold Mozart. Al termine di brevi permanenze a Brunswick, Dresda e di nuovo Vienna (tra il marzo 1765 e il maggio 1766) torna a Livorno, ed è in questo periodo la sua probabile partecipazione al leggendario Quartetto toscano, formazione composta anche da Luigi Boccherini, Manfredi e Cambini, di cui però non ci sono evidenze storiche certe.

### A Firenze
Nel 1770 divenne direttore delle musiche alla corte di Firenze, dove rimase per il resto della sua vita. Là collaborò con grandi musicisti (suo principale alla cappella di corte era la sua vecchia conoscenza livornese Campion e il sovrintendente alla musica era Eugène de Ligniville), insegnò (almeno una trentina i suoi allievi a Firenze, tra cui Václav Pichl, Giovanni Francesco Giuliani, Bartolomeo Campagnoli e Francesco Vaccari), e incontrò il plauso di molti facoltosi e influenti ascoltatori: uno dei più estasiati fu Charles Burney, il quale inaugurò la leggenda che vuole Nardini presente al capezzale dell'amato maestro Tartini nel 1770, voce non suffragata da alcuna prova documentaria. Grazie al lavoro fiorentino si esibì a Napoli (alla corte di Ferdinando I delle Due Sicilie a Posillipo), Pisa (nel 1784 per una visita di Giuseppe II) e a Roma, dove suonò per l'incoronazione di Corilla Olimpica all'Accademia di Arcadia (società in cui venne incluso egli stesso, con il nome di Terpandro Lacedemone). Di Corilla divenne intimo amico (si scambiarono molte lettere e nel testamento Nardini le lasciò un prezioso astuccio d'oro) e forse anche grazie a lei ottenne il benvolere delle accademie fiorentine (suonò per gli Ingegnosi e per gli Armonici), a cui seguì anche quello delle alte cariche diplomatiche (partecipò alle feste private di molti ambasciatori), forse favorito dalla sua probabile affiliazione alla Massoneria. Smise di suonare alla soglia dei 70 anni nel 1790, ma rimase impiegato della cappella fino alla morte. Venne sepolto nel Chiostro di Sant'Antonino a San Marco e la sua salma fu trasferita in un ossario a Trespiano nel 1969. Agli inizi dell'Ottocento fu scolpito un cenotafio in suo onore da posizionare in Santa Croce: prima posto accanto al busto di Antonio Cocchi, fu spostato, per fare posto al Monumento a Vittorio Alfieri di Canova, nella Cappella Capponi e poi di nuovo nel Chiostro dei Morti e infine nella Galleria dei sepolcri romantici dove si trova attualmente.

## Stile e fortuna
Ammirato dai contemporanei come l'erede numero uno di Tartini, fu amato per la dolcezza di fraseggio (Schubart lo definì «il violinista dell'amore»), e per la preferenza data alla cantabilità e all'espressività invece che al vuoto virtuosismo. L'accostamento con Tartini ha penalizzato una lettura critica onesta del suo lavoro, spesso etichettato come semplice estensione, o pura imitazione, di quello del maestro. Solo di recente si sono evidenziate le sue originalità armoniche e formali e si sono studiate a fondo le sue poche, ma molto interessanti, composizioni non violinistiche (per esempio le sue sonate per flauto).

## Opere e fonti
La sua opera è quasi tutta violinistica (molti concerti, soli, duetti, sonate, romanze), a parte alcune ouvertures (in cui è evidente l'influsso di Jommelli), 6 quartetti, 8 trii, alcuni duetti per viola, un concerto per viola d'amore, 6 sonate per flauto, 4 composizioni per clavicembalo e un inno per Sant'Anna a due voci rimastoci in un'unica copia manoscritta alla Biblioteca Palatina di Parma.

### Autografi
A tutt'oggi non ci è pervenuto alcun autografo certo di Nardini. Antichi cataloghi bibliotecari segnano come autografe quattro composizioni che però tra loro non hanno corrispondenze calligrafiche. Tali composizioni sono:
- un inno Anna spes vitae alla Biblioteca Palatina di Parma datato 1786;
- la parte del violino principale di un concerto violinistico, datata 1795, appartenuta a un allievo fiorentino di Nardini, collezionata da Masseangelo Masseangeli tramite Ferdinando Giorgetti, oggi all'Accademia Filarmonica di Bologna;
- un Cantabile di una sonata, ricco di abbellimenti, al Conservatorio di Firenze;
- un catalogo veneziano indica come autografo incerto un intero manoscritto miscellaneo alla Biblioteca Nazionale Marciana di Venezia, che però contiene solo una composizione di Nardini.[31][32]

Si ritiene comunque che gli autografi possano nascondersi tra le molte copie manoscritte pervenuteci, soprattutto in quelle conservate a Firenze, Padova e Genova, quelle che, a una disamina calligrafica, sembrano somigliarsi di più.

### Copie manoscritte

#### In Italia
Padova è la città che conserva il maggior numero di opere di Nardini in copie manoscritte (43 manoscritti), divise tra la Biblioteca Antoniana e quella del Conservatorio "Cesare Pollini". Seguono Genova (39 manoscritti conservati al Conservatorio, nel Fondo Antico e nel Dono Delius), Firenze (28 manoscritti al Conservatorio Cherubini) e Napoli (14 copie nella biblioteca di San Piero a Majella). 9 manoscritti sono nel Conservatorio di Bergamo, 7 nell'Istituto Brera di Novara, nel Fondo Noseda del Conservatorio di Milano e nella città di Modena (tra la Biblioteca Estense e l'Istituto Vecchi/Tonelli). Un numero minore di copie sono ad Ancona, Bologna, Campobasso, Roma, Venezia (le su elencate copie alla Marciana e altre al Conservatorio), Pistoia (Archivio Capitolare), Brescia (Conservatorio), l'inno a Sant'Anna citato alla Biblioteca di Parma, e una sonata per flauto e due violini nel Fondo musicale Venturi di Montecatini Terme. Risulta strano che a Firenze, città di maggiore attività di Nardini, sia rimasta così poca sua musica: si ritiene che nelle vicissitudini della collezione granducale, molto complesse dall'Ottocento e soprattutto dall'Unità in poi, possano essere andate perdute la maggior parte dei documenti musicali, oppure che gran parte dei prodotti nardiniani siano rimasti negli archivi privati dei discendenti dei nobili committenti.

#### All'estero
La fortuna di Nardini è testimoniata dalle molte copie presenti all'estero: Vienna è la città che ne possiede il maggior numero di fuori d'Italia (divise tra la Gesellschaft der Musikfreunde e la Österreichische Nationalbibliothek). Seguono, per numero di copie possedute, Seitenstetten (al Benediktinerstift), Londra (British Library e Royal Academy of Music), Washington (Library of Congress), Praga (Biblioteca del Conservatorio), Dresda (Sächsische Landesbibliothek/Staats- und Universitätsbibliothek SLUB), Parigi (Biblioteca Nazionale Francese, Collezione Meyer, Mediateca Berlioz), Bruxelles (Koninklijk Conservatorium), Härnösand (Murberget Länsmuseet Västernorrland) e Berlino (Musikabteilung del Preußischer Kulturbesitz della Staatsbibliothek zu Berlin). Copie manoscritte singole di opere di Nardini si trovano anche a Dubrovnik, Lipsia, Beroun, Lund, Uppsala, Basilea e Zurigo.

### Edizioni a stampa
Nardini ebbe rapporti con editori soprattutto londinesi (Walsh, Bremner, Cox, Thompson, Fougt) e amsterdamesi (Hummel), poi anche con i parigini Decombe e Le Duc, e il fiorentino Giuseppe Poggiali. La maggior parte delle prime edizioni nardiniane sono nel Regno Unito, soprattutto a Londra (British Library) e Cambridge (Rowe Music Library del King's College). Seguono, per numero di prime edizioni conservate, la Library of Congress di Washington, la Biblioteca Nazionale Francese, il Musikabteilung del Preußischer Kulturbesitz della Staatsbibliothek zu Berlin, la Österreichische Nationalbibliothek, la Biblioteca del Conservatorio di Bruxelles, la Musik- och teaterbiblioteket di Stoccolma e la Bayerische Staatsbibliothek. La sua immensa fortuna è testimoniata dalla grande presenza di suoi pezzi in moltissime antologie di letteratura strumentale violinistica e flautistica stampate già a partire dall'ultimo Settecento (da editori come Bremner, Decombe, Stewart, Hummel, Wornum, Longman) e dal primo Ottocento (da Janet & Cotelle, Ysaÿe, Simrock, Breitkopf e Peters), in edizioni spesso ristampate anche nel Novecento.

#### Schema delle principali edizioni stampate fino al primo decennio dell'Ottocento
| Titolo                                    | Luogo             | Editore                                 | Datazione             | Note |
| ----------------------------------------- | ----------------- | --------------------------------------- | --------------------- | --- |
| 6 soli per violino e basso                | London            | John Walsh                              | intorno al 1761       | Scheda, su RISM. quello in fa maggiore è stato ristampato da Duckwort tra il 1777 e il 1780, vedi Scheda, su RISM.                                            |
| Minuetto per 2 violini e basso            | Edinburgh         | Stewart                                 | intorno al 1761       | Catalogo, p. 102 |
| 6 duetti (op. 2)                          | London            | John Walsh                              | intorno al 1762       | Scheda, su SBN. |
| 2 lessons per cembalo                     | London            | Robert Bremner                          | 1763                  | Catalogo, p. 102 |
| 6 sonate per flauto                       | London            | Robert Bremner                          |                       | Scheda, su RISM. |
| 14 minuetti                               | London            | John Cox                                | tra il 1751 e il 1764 | Scheda, su RISM. |
| 6 concerti (opp. 1–8)                     | Amsterdam         | Hummel, Marchant & Imprimeur de Musique |                       | Scheda , su RISM. |
| 6 duetti per viola                        | London            | Charles & Samuel Thompson               | tra il 1763 e il 1776 | Scheda, su RISM. |
| 6 concerti (op. 1)                        | Amsterdam         | Hummel, Marchant & Imprimeur de Musique | circa 1765            | Scheda, su RISM. Scheda, su SBN. Scheda, su IMSLP. |
| 6 sonate (op. 5)                          | London            | Henry Fougt                             | circa 1769            | Scheda, su RISM. Digitalizzazione di una copia a Copenaghen, su IMSLP.                                                                                        |
| 2 duetti per violino                      | London            | Longman Lukey & Co.                     | tra il 1769 e il 1775 | Catalogo, p. 102 |
| 6 trii per due flauti o violini e basso   | London            | Robert Bremner                          | intorno al 1770       | Scheda, su IMSLP. |
| Duetto per violino e violoncello          | London            | Wornum                                  | tra il 1772 e il 1777 | Catalogo, p. 105 |
| 6 sonate per violino e basso (op. 2)      | Berlin, Amsterdam | Hummel, Grand Magazin de Musique        | tra il 1774 e il 1776 | Scheda, su RISM. Stampato anche a Firenze, nella stamperia Allegrini Pisoni & C. intorno al 1774, vedi Scheda, su RISM. Scheda, su SBN. Catalogo, pp. 586-587 |
| Duetto per violino e violoncello          | London            | Welcker                                 | tra il 1777 e il 1780 | Catalogo, p. 104 |
| Duetti per 2 violini                      | Paris             | Le Duc                                  | intorno al 1781       | Catalogo, p. 101 |
| 6 quartetti                               | Firenze           | Giuseppe Poggiali                       | circa 1782            | Scheda, su RISM. Scheda, su SBN. |
| Minuetto per cembalo                      | Edinburgh         | Corri                                   | tra il 1780 e il 1790 | Catalogo, p. 103 |
| 2 movimenti di sonata per violino e basso | London            | Fentum                                  | tra il 1781 e il 1784 | Catalogo, p. 103 |
| 6 duetti per violino                      | Paris             | forse Imbault, o Decombe, o Louis       | intorno al 1795       | Catalogo, p. 102 Scheda, su IMSLP. |
| 6 sonate per violino                      | Paris             | Decombe (incisore Michot)               | tra il 1795 e il 1801 | Scheda, su RISM. |
| 7 sonate per violino                      | Paris             | Decombe                                 | 1804-1805             | Scheda, su RISM. Scheda, su SBN. |
| 6 sonate per violino e basso              |                   |                                         |                       | edizione conservata a Bergamo, vedi Scheda, su SBN. |
| Cavatine                                  |                   |                                         |                       | Scheda, su RISM. |

## Lettere
Sono sopravvissute in tutto meno di una decina di lettere di Nardini, spedite a destinatari quali Padre Martini, Corilla Olimpica, Giovanni Cristofano Amaduzzi, Joseph Otter e Joseph Hoffmann, scritte tra il 1740 e il 1793, conservate a Bologna (Museo internazionale e biblioteca della musica e Accademia Filarmonica), Vienna (Österreichische Nationalbibliothek e Gesellschaft der Musikfreunde), Savignano sul Rubicone (Accademia dei Filopatridi), Parigi (Biblioteca Nazionale Francese) e Monaco di Baviera (Bayerische Staatsbiliothek).

## Edizioni moderne
Nardini non ha mai abbandonato le antologie e le edizioni musicali integrali, e molti suoi pezzi sono stati inclusi nei cataloghi di Schott, Ricordi, Curci, International e Carisch già dal primo Novecento.

## Discografia
Nardini è protagonista nel mercato discografico dedicato allo strumentismo barocco. Già nel 1956 Peter Rybar incide un suo concerto per violino (in mi minore) con il Musikkollegium Winterthur diretto da Clemens Dahinden per la Westminster, e da allora quel concerto è stato inciso più volte: da Nikola Petrovic e i Masterplayers diretti da Richard Schumacher negli anni '70, e da Pinchas Zukerman nel 1978, accompagnato da membri della Los Angeles Philharmonic, in un disco della CBS. Ma anche altri pezzi hanno suscitato interesse discografico: nel 1962, André Rieu include il concerto in la maggiore di Nardini in un disco sulla musica barocco-classica italiana per Teldec, con Hermann Krebbers al violino, accompagnato dalla Amsterdamer Kammerorchester; e nel 1971, Goncal Comellas registra la sonata per violino e cembalo in re maggiore con il pianista Miguel Zanetti. Il 15 e 16 aprile 1999, nella Sala del Capitolo di San Francesco a Pisa, Carlo Ipata e gli AuserMusici registrano per Agorà un disco interamente dedicato a Nardini, con due concerti per flauto (in sol maggiore e in re maggiore, con solista lo stesso Ipata), e due ouvertures. Da allora i dischi di sola musica nardiniana sono aumentati: nel 2006, l'ensemble Ardi cor mio registra a Livorno (nello studio Spazi Sonori) molta musica per archi di Nardini per l'etichetta Brilliant; e nel 2010, i Musica Solare dedicano un disco alla produzione flautistica di Nardini, con trii e sonate, distribuito da Musicaphon. Nel 2020 è stata pubblicata una registrazione su strumenti originali della raccolta dei duetti per due viole da NovAntiqua Records.